# Europees kampioenschap voetbal mannen onder 19 - 2022
Het Europees kampioenschap voetbal mannen onder 19 van 2022  (ook wel UEFA Under-19 Euro 2022 genoemd) was de negentiende editie van het Europees kampioenschap voetbal mannen onder 19, een jaarlijks UEFA-toernooi voor Europese nationale ploegen van spelers geboren op of na 1 januari 2003. Acht landen nemen deel aan dit toernooi dan van 18 juni tot en met 1 juli in Slowakije wordt gespeeld. Engeland won het toernooi, in de finale werd Israël met 3–1 verslagen.
Dit toernooi bepaalde ook welke landen namen de UEFA mogen deelnemen aan het wereldkampioenschap voetbal onder 20 van 2023 in Argentinië. Dit waren Engeland, Frankrijk, Israël, Slowakije en Italië.

## Kwalificaties

### Format
De UEFA besloot aanvankelijk om een nieuw format te gebruiken voor het kwalificatietoernooi voorafgaand aan het hoofdtoernooi. Dit format zou worden gebruikt in 2022 en 2023. In dit nieuwe format zouden er gedurende twee jaar (van de herfst 2020 tot de lente 2022) wedstrijden gespeeld worden. De deelnemende landen zouden worden verdeeld in 3 divisies waaruit gepromoveerd en gedegradeerd kan worden. Een vergelijkbare opmaak zoals bij de UEFA Nations League. De UEFA besloot echt dat deze nieuwe werkwijze pas ingaat in 2023, dit vanwege de coronapandemie. Voor de editie in 2022 zou uiteindelijk hetzelfde format worden gebruikt als in de jaren ervoor.
In totaal zouden er 54 van de 55 UEFA-leden deelnemen aan het kwalificatietoernooi. Slowakije was als gastland automatisch gekwalificeerd en zal dus niet deelnemen. Het toernooi bestaat uit twee rondes, de kwalificatieronde en de eliteronde. Uiteindelijk zouden zeven landen zich kwalificeren voor het hoofdtoernooi. 
- Kwalificatieronde (6 oktober – 16 november 2021)
- Eliteronde (23 maart – 7 juni 2022)

### Gekwalificeerde landen
| # | Land       | Gekwalificeerd als          | Eerdere deelnames                                          |
| - | ---------- | --------------------------- | ---------------------------------------------------------- |
| 1 | Slowakije  | Gastland                    | 2002                                                       |
| 2 | Israël     | Eliteronde: Winnaar groep 1 | 2014                                                       |
| 3 | Frankrijk  | Eliteronde: Winnaar groep 2 | 2003, 2005, 2007, 2009, 2010, 2013, 2015, 2016, 2018, 2019 |
| 4 | Engeland   | Eliteronde: Winnaar groep 3 | 2002, 2003, 2005, 2008, 2009, 2010, 2012, 2016, 2017, 2018 |
| 5 | Roemenië   | Eliteronde: Winnaar groep 4 | 2011                                                       |
| 7 | Italië     | Eliteronde: Winnaar groep 5 | 2003, 2004, 2008, 2010, 2016, 2018, 2019                   |
| 8 | Servië     | Eliteronde: Winnaar groep 6 | 2005, 2007, 2009, 2011, 2012, 2013, 2014                   |
| 6 | Oostenrijk | Eliteronde: Winnaar groep 7 | 2003, 2006, 2007, 2010, 2014, 2015, 2016                   |

Vetgedrukt betekent dat dit land kampioen werd in dat jaar.

## Stadions
| · Banská Bystrica Trnava Dunajská Streda Žiar nad Hronom Senec | · Banská Bystrica Trnava Dunajská Streda Žiar nad Hronom Senec | Dunajská Streda                                   |
| · Banská Bystrica Trnava Dunajská Streda Žiar nad Hronom Senec | · Banská Bystrica Trnava Dunajská Streda Žiar nad Hronom Senec | MOL Aréna Capaciteit: 12.700                      |
| · Banská Bystrica Trnava Dunajská Streda Žiar nad Hronom Senec | · Banská Bystrica Trnava Dunajská Streda Žiar nad Hronom Senec | Senec                                             |
| · Banská Bystrica Trnava Dunajská Streda Žiar nad Hronom Senec | · Banská Bystrica Trnava Dunajská Streda Žiar nad Hronom Senec | NTC Senec Capaciteit: 3.264                       |
| Trnava                                                         | Banská Bystrica                                                | Žiar nad Hronom                                   |
| Štadión Antona Malatinského Capaciteit: 19.200                 | Národný Atletický Štadión Capaciteit: 7.900                    | Mestský štadión Žiar nad Hronom Capaciteit: 2.309 |
|                                                                |                                                                |                                                   |

## Groepsfase
In april 2022 werd het speelschema bekendgemaakt. Op dat moment was nog onduidelijk wat het vierde land was dat zou deelnemen, omdat de kwalificatie nog niet helemaal was voltooid.

### Groep A
| Pos. | Land      | GW | W | G | V | DV | DT | +/− | Ptn. |
| ---- | --------- | -- | - | - | - | -- | -- | --- | ---- |
| 1    | Frankrijk | 3  | 3 | 0 | 0 | 11 | 2  | +9  | 9    |
| 2    | Italië    | 3  | 2 | 0 | 1 | 4  | 5  | –1  | 6    |
| 3    | Slowakije | 3  | 1 | 0 | 2 | 1  | 6  | –5  | 3    |
| 4    | Roemenië  | 3  | 0 | 0 | 3 | 2  | 5  | –3  | 0    |

|                            |           |         |                                                |                                                                                            |
| 18 juni 2022 17:30 (UTC+2) | Slowakije | 0–5     | Frankrijk                                      | Štadión Antona Malatinského, Trnava Toeschouwers: 5.238 Scheidsrechter: Morten Krogh (DEN) |
| 18 juni 2022 17:30 (UTC+2) |           | Verslag | 16' Tchaouna 34', 59' Bonny 57', 62' Virginius | Štadión Antona Malatinského, Trnava Toeschouwers: 5.238 Scheidsrechter: Morten Krogh (DEN) |

|                            |                          |         |                |                                                                                       |
| 18 juni 2022 20:00 (UTC+2) | Italië                   | 2–1     | Roemenië       | DAC Aréna, Dunajská Streda Toeschouwers: 1.327 Scheidsrechter: Nathan Verboomen (BEL) |
| 18 juni 2022 20:00 (UTC+2) | Baldanzi 47' Volpato 67' | Verslag | 53' Andronache | DAC Aréna, Dunajská Streda Toeschouwers: 1.327 Scheidsrechter: Nathan Verboomen (BEL) |

|                            |           |         |               |                                                                                                   |
| 21 juni 2022 17:30 (UTC+2) | Slowakije | 0–1     | Italië        | Štadión Antona Malatinského, Trnava Toeschouwers: 8.235 Scheidsrechter: Goga Kikacheishvili (GEO) |
| 21 juni 2022 17:30 (UTC+2) |           | Verslag | 33' Ambrosino | Štadión Antona Malatinského, Trnava Toeschouwers: 8.235 Scheidsrechter: Goga Kikacheishvili (GEO) |

|                            |            |         |                          |                                                                                        |
| 21 juni 2022 20:00 (UTC+2) | Roemenië   | 1–2     | Frankrijk                | DAC Aréna, Dunajská Streda Toeschouwers: 869 Scheidsrechter: Matthew De Gabriele (MLT) |
| 21 juni 2022 20:00 (UTC+2) | Coubiş 82' | Verslag | 12' Tchaouna 20' Adeline | DAC Aréna, Dunajská Streda Toeschouwers: 869 Scheidsrechter: Matthew De Gabriele (MLT) |

|                            |          |         |              | |
| 24 juni 2022 17:30 (UTC+2) | Roemenië | 0–1     | Slowakije    | Štadión Antona Malatinského, Trnava Toeschouwers: 3.485 Scheidsrechter: Manfredas Lukjančukas (LTU) |
| 24 juni 2022 17:30 (UTC+2) |          | Verslag | 90+5' Griger | Štadión Antona Malatinského, Trnava Toeschouwers: 3.485 Scheidsrechter: Manfredas Lukjančukas (LTU) |

|                            |                                            |         |             |                                                                                    |
| 24 juni 2022 17:30 (UTC+2) | Frankrijk                                  | 4–1     | Italië      | DAC Aréna, Dunajská Streda Toeschouwers: 2.137 Scheidsrechter: António Nobre (POR) |
| 24 juni 2022 17:30 (UTC+2) | Da Silva 24' Tchaouna 37', 69' Arconte 79' | Verslag | 16' Volpato | DAC Aréna, Dunajská Streda Toeschouwers: 2.137 Scheidsrechter: António Nobre (POR) |

### Groep B
| Pos. | Land       | GW | W | G | V | DV | DT | +/− | Ptn. |
| ---- | ---------- | -- | - | - | - | -- | -- | --- | ---- |
| 1    | Engeland   | 3  | 3 | 0 | 0 | 7  | 0  | +7  | 9    |
| 2    | Israël     | 3  | 1 | 1 | 1 | 6  | 3  | +3  | 4    |
| 3    | Oostenrijk | 3  | 1 | 0 | 2 | 3  | 8  | –5  | 3    |
| 4    | Servië     | 3  | 0 | 1 | 2 | 4  | 9  | –5  | 1    |

|                            |                          |         |                      |                                                                                            |
| 19 juni 2022 17:30 (UTC+2) | Servië                   | 2–2     | Israël               | Stadion FK Pohronie, Žiar nad Hronom Toeschouwers: 945 Scheidsrechter: António Nobre (POR) |
| 19 juni 2022 17:30 (UTC+2) | Lazetić 8' Leković 90+3' | Verslag | 16' Gluh 74' Ibrahim | Stadion FK Pohronie, Žiar nad Hronom Toeschouwers: 945 Scheidsrechter: António Nobre (POR) |

|                            |                            |         |            |                                                                                              |
| 19 juni 2022 20:30 (UTC+2) | Engeland                   | 2–0     | Oostenrijk | Štadión SNP, Banská Bystrica Toeschouwers: 1.537 Scheidsrechter: Manfredas Lukjančukas (LTU) |
| 19 juni 2022 20:30 (UTC+2) | Chukwuemeka 43' Devine 65' | Verslag |            | Štadión SNP, Banská Bystrica Toeschouwers: 1.537 Scheidsrechter: Manfredas Lukjančukas (LTU) |

|                            |                                                      |         |                     |                                                                                                 |
| 22 juni 2022 17:30 (UTC+2) | Israël                                               | 4–2     | Oostenrijk          | Stadion FK Pohronie, Žiar nad Hronom Toeschouwers: 1.026 Scheidsrechter: Nathan Verboomen (BEL) |
| 22 juni 2022 17:30 (UTC+2) | Abed Kassus 5' Lugasi 29' Madmon 52' (pen.) Gluh 54' | Verslag | 24' Jasic 76' Demir | Stadion FK Pohronie, Žiar nad Hronom Toeschouwers: 1.026 Scheidsrechter: Nathan Verboomen (BEL) |

|                            |                                                 |         |        |                                                                                     |
| 22 juni 2022 20:00 (UTC+2) | Engeland                                        | 4–0     | Servië | Štadión SNP, Banská Bystrica Toeschouwers: 2.569 Scheidsrechter: Morten Krogh (DEN) |
| 22 juni 2022 20:00 (UTC+2) | Scarlett 5', 40' Chukwuemeka 68' Jebbison 90+1' | Verslag |        | Štadión SNP, Banská Bystrica Toeschouwers: 2.569 Scheidsrechter: Morten Krogh (DEN) |

|                            |        |         |          |                                                                                                  |
| 25 juni 2022 20:00 (UTC+2) | Israël | 0–1     | Engeland | Stadion FK Pohronie, Žiar nad Hronom Toeschouwers: 933 Scheidsrechter: Goga Kikacheishvili (GEO) |
| 25 juni 2022 20:00 (UTC+2) |        | Verslag | 6' Delap | Stadion FK Pohronie, Žiar nad Hronom Toeschouwers: 933 Scheidsrechter: Goga Kikacheishvili (GEO) |

|                            |                               |         |                        |                                                                                            |
| 25 juni 2022 20:00 (UTC+2) | Oostenrijk                    | 3–2     | Servië                 | Štadión SNP, Banská Bystrica Toeschouwers: 1.129 Scheidsrechter: Matthew De Gabriele (MLT) |
| 25 juni 2022 20:00 (UTC+2) | Querfeld 25', 55' Wallner 66' | Verslag | 44' Lazetić 88' Ratkov | Štadión SNP, Banská Bystrica Toeschouwers: 1.129 Scheidsrechter: Matthew De Gabriele (MLT) |

## Knock-outfase
|  | Halve finale              | Halve finale              |   |                 | Finale                       | Finale |
|  |                           |                           |   |                 |                              |        |
|  | 28 juni – Trnava          |                           |   |                 |                              |        |
|  | Frankrijk                 | 1                         |   |                 |                              |        |
|  | Israël                    | 2                         |   |                 |                              |        |
|  |                           |                           |   |                 |                              |        |
|  |                           |                           |   |                 | 1 juli – Trnava              |        |
|  |                           |                           |   |                 | Israël                       | 1      |
|  |                           | Engeland                  | 3 |                 |                              |        |
|  |                           |                           |   |                 |                              |        |
|  |                           |                           |   |                 | Play-off wereldkampioenschap |        |
|  | 28 juni – Dunajská Streda | 28 juni – Dunajská Streda |   | 28 juni – Senec | 28 juni – Senec              |        |
|  | Engeland                  | 2                         |   | Slowakije       | 1                            |        |
|  | Italië                    | 1                         |   |                 | Oostenrijk                   | 0      |

### Play-off wereldkampioenschap
De vier halvefinalisten en de winnaar van deze play-off kwalificeren zich voor het wereldkampioenschap voetbal onder 20 van 2023.
|                            |             |         |            |                                                                             |
| 28 juni 2022 17:00 (UTC+2) | Slowakije   | 1–0     | Oostenrijk | NTC Senec, Senec Toeschouwers: 4.087 Scheidsrechter: Nathan Verboomen (BEL) |
| 28 juni 2022 17:00 (UTC+2) | Kopásek 64' | Verslag |            | NTC Senec, Senec Toeschouwers: 4.087 Scheidsrechter: Nathan Verboomen (BEL) |

### Halve finale
|                            |                       |         |                    |                                                                                        |
| 28 juni 2022 17:00 (UTC+2) | Engeland              | 2–1     | Italië             | MOL Aréna, Dunajská Streda Toeschouwers: 897 Scheidsrechter: Goga Kikacheishvili (GEO) |
| 28 juni 2022 17:00 (UTC+2) | Scott 58' Quansah 82' | Verslag | 12' (pen.) Miretti | MOL Aréna, Dunajská Streda Toeschouwers: 897 Scheidsrechter: Goga Kikacheishvili (GEO) |

|                            |               |         |                                  |                                                                                            |
| 28 juni 2022 20:00 (UTC+2) | Frankrijk     | 1–2     | Israël                           | Štadión Antona Malatinského, Trnava Toeschouwers: 1.226 Scheidsrechter: Morten Krogh (DEN) |
| 28 juni 2022 20:00 (UTC+2) | Virginius 62' | Verslag | 29' (e.d.) Touré 57' Kancepolsky | Štadión Antona Malatinského, Trnava Toeschouwers: 1.226 Scheidsrechter: Morten Krogh (DEN) |

### Finale
|                           |          |            |                                        |                                                                         |
| 1 juli 2022 20:00 (UTC+2) | Israël   | 1–3 (n.v.) | Engeland                               | Štadión Antona Malatinského, Trnava Scheidsrechter: António Nobre (POR) |
| 1 juli 2022 20:00 (UTC+2) | Gluh 40' | Verslag    | 52' Doyle 108' Chukwuemeka 116' Ramsey | Štadión Antona Malatinského, Trnava Scheidsrechter: António Nobre (POR) |

## Gekwalificeerd voor WK–20
De volgende vijf landen kwalificeerden zich namens de UEFA voor het wereldkampioenschap voetbal onder 20 van 2023.
| Team      | Gekwalificeerd op | Eerdere deelnames wereldkampioenschap voetbal onder 201               |
| --------- | ----------------- | --------------------------------------------------------------------- |
| Italië    | 21 juni 2022      | 7 (1977, 1981, 1987, 2005, 2009, 2017, 2019)                          |
| Frankrijk | 21 juni 2022      | 7 (1977, 1997, 2001, 2011, 2013, 2017, 2019)                          |
| Engeland  | 21 juni 2022      | 11 (1981, 1985, 1991, 1993, 1997, 1999, 2003, 2009, 2011, 2013, 2017) |
| Israël    | 21 juni 2022      | 0 (debuut)                                                            |
| Slowakije | 21 juni 2022      | 1 (2003)                                                              |

1 Vet betekent kampioen. Schuin betekent gastland dat jaar.